# Unione Ginnastica Goriziana
L'Unione Ginnastica Goriziana, nota anche come Goriziana, è una società polisportiva italiana con sede a Gorizia.
Costituito nel 1868, in tempi diversi il sodalizio è stato attivo nell'ambito di svariate discipline, tra cui ginnastica artistica, ginnastica ritmica, atletica leggera, pallacanestro, scherma, pattinaggio a rotelle, hockey su pista, judo e aikidō; i colori sociali del club sono l'azzurro e il bianco. La sezione cestistica ha disputato parecchi campionati nella massima serie. Anche la sezione hockeistica della Goriziana ha militato a lungo nel torneo di primo livello del campionato italiano.
Nel 1967 la società fu insignita della stella d'oro al merito sportivo e nel 2002 del collare d'oro al merito sportivo, massima onorificenza conferita dal Comitato olimpico nazionale italiano.

## Onorificenze
- Stella d'oro al merito sportivo (1967)
- Collare d'oro al merito sportivo (2002)